# Quebra-pote
O quebra-pote ou quebra-panela é uma brincadeira comum no Nordeste do Brasil em épocas de Páscoa e São João e em comemorações de aniversários.   

## Descrição
Um indivíduo com olhos vendados tenta caminhar na direção de um pote que se encontra dependurado em um suporte segurando um porrete para tentar acertá-lo e quebrá-lo. Após ter os olhos vendados deve-se girar a pessoa a fim de que fique com tontura. 
Dentro de tal pote, que é de cerâmica, tem prêmios como balas e doces ou um papel com algo escrito. 